# AirExplore
AirExplore je slovenská letecká společnost sídlící v Bratislavě, která se momentálně zabývá ACMI pronájmem letadel jiným leteckým společnostem. Momentálně[kdy?] provozuje 15 letadel.  

## Incident ze dne 4. září 2010
4. září 2010 Boeingu 737-400 společnosti AirExplore letícímu na lince z Verony do Řecka po přistání na řeckém ostrově Kos a dorolovaní na stání začal hořet levý motor. Cestující a posádka opustili letadlo nouzovými východy. Po vyšetření mimořádné události a zjištění pochybení na straně údržbové organizace, která měla na starost toto letadlo před provozováním společností AirExplore, a jeho odstranění, bylo letadlo opět zavedeno do normálního provozu společnosti.
Přepravu cestujících do Řecka společnost zajistila.

## Flotila
AirExplore provozuje 15 letadel typu Boeing 737-800 jak pro pasažérskou tak nákladní přepravu (OM-IEX, OM-JEX, OM-KEX, OM-LEX, OM-MEX, OM-NEX, OM-OEX, OM-EDA, OM-EDC, OM-EDD,OM-EDE, OM-EDF, OM-EDG, OM-EDH, OM-EDI). 28. května 2010 společnosti přiletělo první letadlo Boeingy 737-400 (OM-AEX). Dne  19. dubna 2012 do flotily AirExplore přibyl další Boeing 737-400 s imatrikulační značkou OM-CEX. Dne 31. ledna 2013 přibyl třetí Boeing 737-400 s imatrikulační značkou OM-DEX a dne 29. května 2014 čtvrtý Boeing 737-400 s imatrikulační značkou OM-EEX. 3. října na bratislavské letiště přiletělo první letadlo typu Boeing 737-800 (OM-GEX) a  18. ledna 2015 druhé s poznávací značkou OM-FEX, které AirExplore získalo na leasing od společnosti Aircastle a třetí OM-HEX začátkem února 2015.
| Letadlo           | Fotografie | V provozu | Objednávky | Registrace                                             | Sedadel (Economy) | Poznámky       |
| ----------------- | ---------- | --------- | ---------- | ------------------------------------------------------ | ----------------- | -------------- |
| Boeing 737-800    |            | 7         | 0          | OM-IEX, OM-JEX, OM-KEX, OM-LEX, OM-MEX, OM-NEX, OM-OEX | 189               |                |
| Boeing 737-800BCF |            | 4         | 0          | OM-EDA, OM-EDE, OM-EDF, OM-EDG                         | Cargo             |                |
| Boeing 737-800SF  |            | 4         |            | OM-EDC, OM-EDD, OM-EDH, OM-EDI                         | Cargo             |                |
| Celkem            |            | 15        | 0          |                                                        |                   | Stav k 12/2024 |

### Historická flotila
V minulosti mělo AirExplore ve flotila i jeden Boeing 737-300 s imatrikulaci OM-BEX, ten však byl v prosinci roku 2013 vrácen leasingové společnosti a jeden Boeing 737-400 s imatrikulaci OM-AEX, který byl v březnu 2015 prodán španělské společnosti ALBASTAR.